# Four Thirds

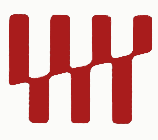
Logo van Four Thirds

Afmetingen tov kleinbeeld + de afmetingen in mm

Grootte van diverse sensoren t.o.v. van elkaar

Het Four Thirds-systeem is een door Olympus en Kodak, speciaal voor digitale spiegelreflexcamera's (DSLR), ontwikkelde standaard. De standaard definieert onder andere de diagonaallengte van de beeldsensor, de objectiefbajonet, de omvang van de beeldcirkel en de interface tussen objectief en camerabody (bron: Four Thirds Standard).
In tegenstelling tot andere DSLR-systemen, die voortborduren op bestaande (oudere) kleinbeeldsystemen, is Four Thirds geheel opnieuw ontworpen en volledig digitaal. De objectieven/lenzen zijn toegesneden op het gebruik van beeldsensors. De gegevensuitwisseling tussen objectief en camera is volledig elektronisch; zo zijn er bijvoorbeeld geen mechanische koppelingen voor diafragma of scherpstelling.

## Doel
Het doel van het Four Thirds System is, dat verschillende fabrikanten camera's en objectieven ontwikkelen en bouwen die onderling uitwisselbaar zijn.

## Naamgeving
De afmeting van de sensor die een maximale balans geeft tussen fotokwaliteit en camera- en objectiefgrootte is 4/3" (Four Thirds), aldus Katsuhiro Takada en zijn team in de herfst van 1999.

## Beeldverhouding
De beeldverhouding (aspect ratio) van de Four Thirds-beeldsensor is 4:3, terwijl het kleinbeeldformaat een verhouding van 3:2 heeft. Het traditionele televisiescherm heeft ook deze verhouding.

## Sensorafmeting
De diagonaal van het lichtgevoelige gedeelte is 21,63 mm en is daarmee de helft van de kleinbeeld-diagonaal. Het beeldveld op de sensor wordt meestal afgerond gegeven: 17,3 bij 13,0 mm. Bij Olympus zijn de onafgeronde getallen 17,304 bij 12,978 mm.

## Crop factor
De crop-factor is de verhouding tussen de diagonalen van twee opnameformaten, te weten die van de digitale sensor en die van het referentieformaat (in dit geval het kleinbeeldformaat).
De cropfactor voor een Four Thirds-camera is twee. Wanneer een foto wordt gemaakt met eenzelfde lens (bijvoorbeeld 50 mm) op een Four Thirds camera en een kleinbeeldcamera dan zal de foto van de Four Thirds-camera een uitsnede (crop) zijn van de kleinbeeld-foto, het lijkt alsof de Four Thirds-foto is gemaakt met een 100mm op de kleinbeeldcamera.
Anders gezegd: de beeldhoek van een 50mm-objectief op een Four-Thirds camera is dezelfde als van een 100mm objectief op een kleinbeeldcamera.

## Deelnemende fabrikanten
- Eastman Kodak Company
- Fuji Photo Film Co., Ltd.
- Leica Camera AG
- Matsushita (Panasonic)
- Olympus Imaging Corp.
- Sanyo Electric Co., Ltd.
- Sigma Corporation

(bron: Four Thirds Group)

## Four Thirds camera's

### Olympus
- Olympus E-1 (november 2003)
- Olympus E-300 (december 2004)
- Olympus E-500 (september 2005)
- Olympus E-330 (januari 2006)
- Olympus E-400 (september 2006)
- Olympus E-410 (april 2007)
- Olympus E-510 (juni 2007)
- Olympus E-3 (november 2007)
- Olympus E-420 (maart 2008)
- Olympus E-520 (mei 2008)
- Olympus E-30 (november 2008)
- Olympus E-620 (februari 2009)
- Olympus E-450 (maart 2009)
- Olympus E-600 (november 2009)
- Olympus E-5 (september 2010)

### Leica
- Leica Digilux 3 (september 2006)

### Panasonic Lumix
- Panasonic Lumix DMC-L1 (september 2006)
- Panasonic Lumix DMC-L10 (augustus 2007)

## Micro Four Thirds Systeem
In augustus 2008 introduceerden Olympus en Panasonic een nieuw systeem: Micro Four Thirds (MFT of m4/3 genoemd); een 'spiegelreflex' zonder spiegel.
Het doel van dit systeem is kleinere camera's en lenzen dan de gebruikelijke DSLR's te bouwen, maar met het gemak en flexibiliteit van spiegelreflexcamera's. Dit type camera wordt systeemcamera genoemd.
Dit nieuwe systeem gebruikt dezelfde sensorgrootte als Four Thirds, het spiegelhuis is uit de camera verwijderd, zodat een compacter camerabody is ontstaan. De afstand tussen sensor en lens bajonet is gehalveerd en teruggebracht tot 19,25 mm. Deze kortere afstand resulteert in kleinere objectieven, zowel in diameter als in lengte. De objectiefbajonet is kleiner dan de Four Thirds bajonet; met behulp van een adaptor kunnen Four Thirds-lenzen op het Micro Four Thirds-systeem worden gebruikt.
Andere fabrikanten zoals Sony, Samsung, Pentax, Nikon en Canon zijn ook in deze markt gestapt met elk hun eigen systeem voor wat betreft sensorgrootte en bajonet.

## Micro Four Thirds camera's
- Panasonic Lumix DMC-G1 (september 2008)
- Panasonic Lumix DMC-GH1 (maart 2009)
- Panasonic Lumix DMC-G6 (mei 2013)
- Olympus PEN E-P1 (september 2009)
- Olympus PEN E-P2 (november 2009)
- Olympus PEN E-PL1 (februari 2010)
- Olympus OM-D E-M5 (february 2012)
- Olympus OM-D E-M1 (oktober 2013)
- Olympus OM-D E-M5 Mark II
- Olympus OM-D E-M10
- Olympus OM-D E-M10 mark II
- Olympus OM-D E-M1 Mark II (2016)
- Olympus OM-D E-M10 Mark III (2017)
- Olympus OM-D E-M5 Mark III (2019)
- Olympus OM-D E-M1X (2019)
- Olympus OM-D E-M1 Mark III (februari 2020)